# Sin-šumu-lišir
Sin-šumu-lišir je bil uzurpatorski kralj, ki je leta 626 pr. n. št. vladal v delu Asirskega cesarstva. Zaradi pomanjkanja virov je o njem zelo malo znanega.

## Vladanje
Sin-šumu-lišir se je v asirskih virih prvič pojavil kot general asirskega kralja Ašur-etil-ilanija. Zgleda, da je kasneje na silo zasedel  asirski prestol. Po podatki v Uruškem seznamu kraljev je vladal samo eno leto. Nasledil ga je Sin-šar-iškun.
Prvo leto njegove vladavine dokazujejo besedila iz babilonskih mest Bab-ili (Babilon), Nipur in Rua. Ker se vsi zapisi nanašajo samo na prvo leto njegove vladavine, njegova vladavina verjetno ni trajala mnogo dlje. Sin-šumu-lišir nikoli ni vladal celemu Asirskemu cesarstvu, ampak zelo verjetno samo delu Babilonije. Njegova kratka vladavina se je verjetno začela leta 626 pr. n. št., ker je pred tem letom v omenjenih mestih vladal kralj Kandalanu, za njim pa Nabopolasar in Sin-šar-iškun.